# Wehrkirche Herschdorf

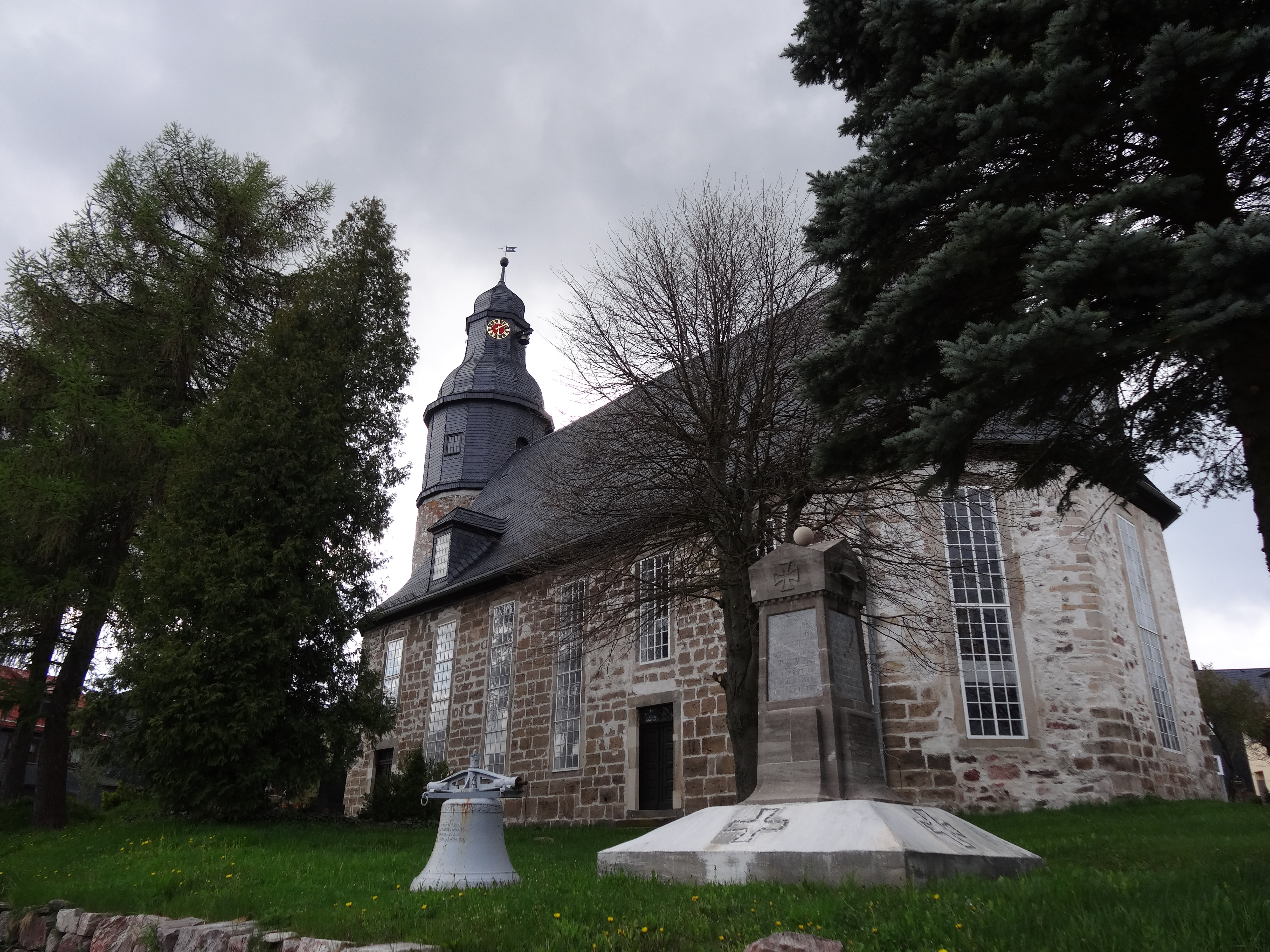
Die Kirche

Die evangelische Wehrkirche Herschdorf steht im Ortsteil Herschdorf der Stadt Großbreitenbach im Ilm-Kreis in Thüringen. Sie gehört zum Kirchspiel Oberhain im Kirchenkreis Rudolstadt-Saalfeld der Evangelischen Kirche in Mitteldeutschland.

## Geschichte
Die ehemalige Wehrkirche wachte über die einst dort entlangführenden Handelsstraßen gen Süden und Norden und trägt auch den Namen „Zum Lamme Gottes“. Sie befand sich in Herschdorf am „Langen Berg“. Nach dem Abriss der Vorgängerkirche in den Jahren 1587–1691 wurde die heutige Kirche erbaut. Sie stammt aus der Zeit des Barock, ihr Turm geht auf den älteren Vorgängerbau aus der Zeit der Gotik zurück.
Zu dieser Zeit gehörten Allersdorf und Willmersdorf zur Kirchgemeinde. Deshalb besaß die Kirche drei Emporen, und zwar für jedes Dorf eine Empore, sodass 500 Personen dort Platz fanden.
Zum Bau des Kirchengebäudes wurden Steine der außerhalb des Ortes gestandenen Kapelle St. Marien mit verwendet. Auffallend ist von fernher der runde Turm. Es wird gesagt, dass das Kirchenschiff an den runden Turm der Wehrkirche oder der Warte angebaut wurde. Eine andere Version ist, dass der Bau eines runden Turms mit einheimischen Steinen besser und billiger sei, behauptete Pfarrer Jacob Günther Werner. Dieser Turm wurde 1691 fertiggestellt. Anfang des 19. Jahrhunderts und nach einem Brand 1991 wurde er im oberen Teil erneuert.
Das Geläut ist klangvoll. Im 19. Jahrhundert erfolgte auch eine Renovierung und nur der Einbau eines Fußbodens, sodass von der originalen Bausubstanz viel erhalten geblieben ist.
Zwischenzeitlich ist das Dach beschiefert und die Deckentonne verputzt worden. Die Stuckkassetten sind erneuert worden und die Innenausmalung erfolgte auch. Die Kanzel und der Altar sind restauriert worden.
Die ehemalige Schulze-Orgel ist völlig zerstört. Die Pfeifen sind zwar eingelagert, die Orgel soll aber rekonstruiert werden.